# جينادي كوروتكيفيتش
جينادي كوروتكيفيتش (بالبلاروسية: Генадзь Караткевіч) من مواليد 25 سبتمبر 1994 وهو مبرمج بيلاروسي تنافس وفاز بالمسابقات الدولية الكبرى منذ سن 11، بالإضافة إلى العديد من المسابقات الوطنية، تشمل أهم إنجازاته ست ميداليات ذهبية متتالية في الأولمبياد الدولي للمعلوماتية بالإضافة إلى بطولة العالم في نهائيات مسابقة البرمجة الجماعية الدولية لعامي 2013 و 2015، غينادي هو المبرمج الأعلى تقييمًا اعتبارًا من يناير 2021 في كود فورسس، كود شيف، توب كودر، آت كودر، هاكر رانك.